# Lifeline (EP)
Lifeline es el título del cuarto EP de la banda de post-metal y shoegaze Jesu. Fue lanzado el 4 de octubre de 2007 en Japón, y el 23 de octubre de 2007 en Estados Unidos.

## Canciones
Las últimas dos canciones de la lista son exclusivas de la versión japonesa del álbum.

### Lista de canciones
1. «Lifeline» - 5:17
2. «You Wear Their Masks» - 6:18
3. «Storm Comin' On» - 5:58
4. «End of the Road» - 5:34
5. «Lifeline» (versión alternativa) - 5:23
6. «Decide» (versión alternativa de «Storm Comin' On») - 5:54

## Créditos
- Voz: Justin Broadrick, y Jarboe en la canción «Storm Comin' On».[2]
- Guitarra: Justin Broadrick.
- Bajo: Diarmuid Dalton en la canción «Storm Comin' On».[2]
- Batería: Ted Parsons en la canción «Storm Comin' On».[2]